# Elde
Die Elde ist der längste Fluss in Mecklenburg-Vorpommern, liegt im Süden und Südwesten dieses Landes und verbindet das Gebiet um die Müritz mit der Elbe. Sie durchfließt in ihrem Oberlauf mehrere große Seen der Mecklenburgischen Seenplatte. Der letzte dieser Seen ist der Plauer See, ab dem der Fluss staugeregelt ist. 180 Kilometer der insgesamt 208 Kilometer langen Elde vom Südrand der Müritz bis zur Elbe bei Dömitz sind schiffbar. Sie bilden die als Bundeswasserstraße ausgewiesene Müritz-Elde-Wasserstraße.

## Flusslauf

### Quelle

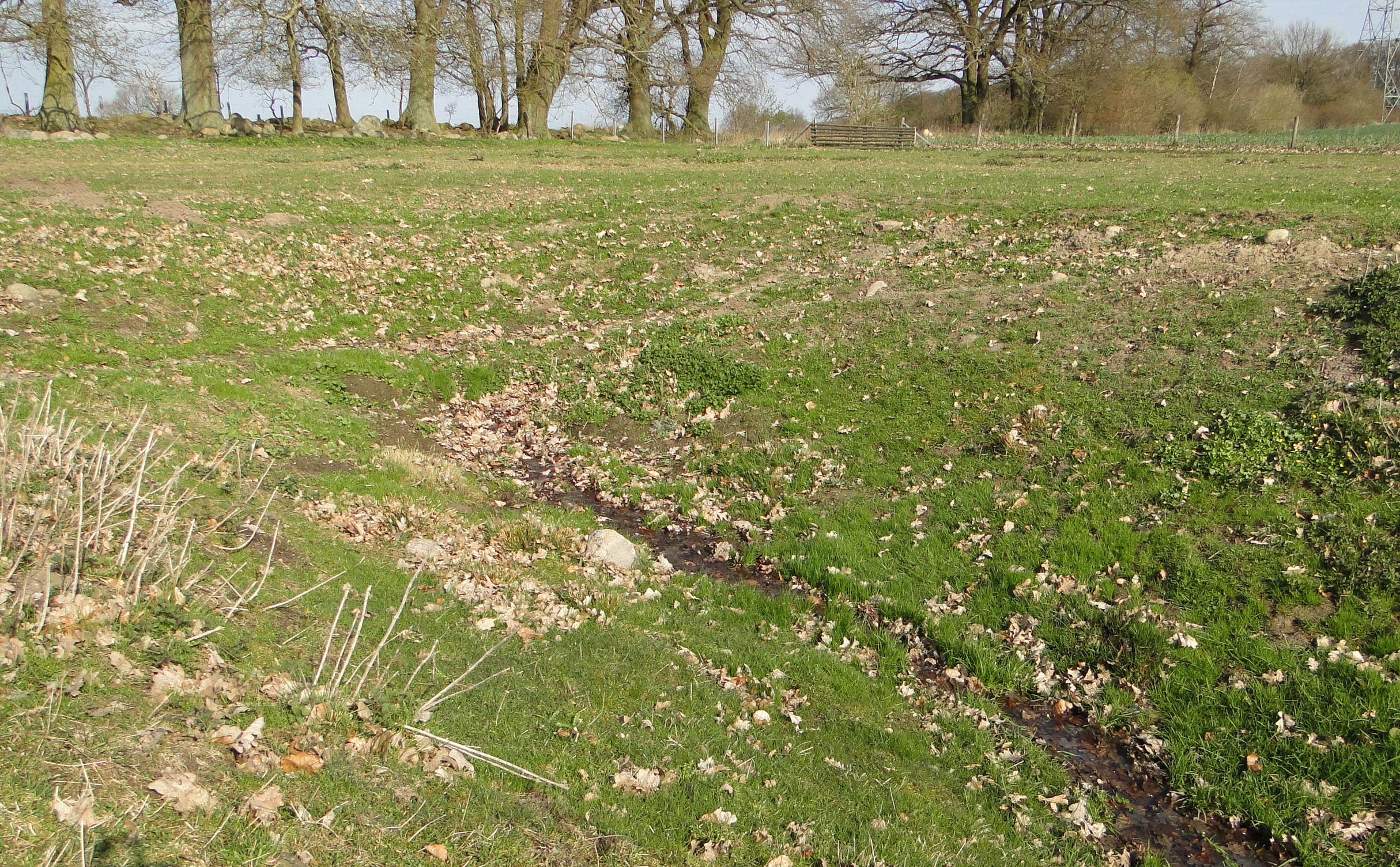
Beginn bei Darze. Die Elde tritt aus einem Rohr aus, das hinter der Baumreihe beginnt.

Die Quelle der Elde befindet sich beim Altenhofer Ortsteil Darze, sechs Kilometer südöstlich des Plauer Sees und 20 Kilometer westlich der Müritz. Die ersten etwa 600 Meter des Quellbachs fließen in einem unter einem Feld verlegten Rohr, aus dem er knapp 400 Meter westlich von Darze auf einer Geländehöhe von etwa 90 m ü. NHN austritt.
In einigen Dokumenten werden andere Quellorte genannt. So verweisen die Karten des Amtes für Geoinformation, Vermessungs- und Katasterwesen beim Landesamt für innere Verwaltung Mecklenburg-Vorpommern auf einen beim Finckener Ortsteil Knüppeldamm entspringenden Graben. Das Landesamt für Umwelt, Naturschutz und Geologie Mecklenburg-Vorpommern (LUNG) nannte 1997 in den Beschreibungen zweier Biotope in der näheren Umgebung weitere Quellorte (nordöstlich von Knüppeldamm und in den Darzer Tannen nördlich der Bundesstraße 198), entschied sich aber für die Darzer Quelle.
Auch in alten schriftlichen Texten wird die Quelle der Elde in der Nähe von Darze lokalisiert („bei der Darzer Mühle“)
Nur wenige Kilometer südwestlich von der Eldequelle entspringen die nach Südosten fließende Dosse und die nach Südwesten fließende Stepenitz.

### Oberlauf und das Gebiet der großen Seen

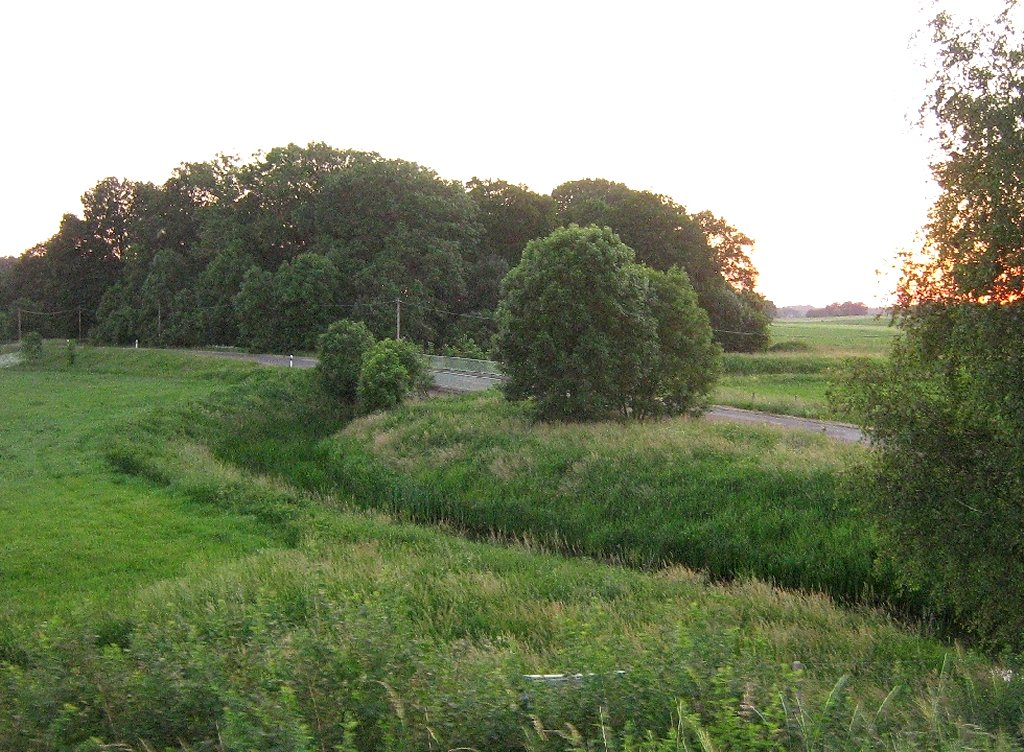
Obere Elde nahe Zepkow

Die Elde fließt zunächst nach Südosten. Von der Quelle bis zum Müritzsee verläuft sie durch ein flaches, ehemals sumpfiges Gebiet. Sie ist meistens begradigt und von zahlreichen Entwässerungs- und Quellgräben begleitet. Ihr Oberlauf ist ein großer, gegen den Uhrzeigersinn geformter, etwa Dreiviertel eines Kreises umfassender und bis Plau reichender Bogen. Während die Eldequelle nur sechs Kilometer Luftlinie von der Südspitze des Plauer Sees entspringt, erreicht sie den See erst nach etwa 80 Flusskilometern. Alle von der Elde durchflossenen Seen sind Teile dieses Bogens und gehören zur Mecklenburgischen Seenplatte.
Die ersten dieser Seen sind der Darzer See, der Finckener See, der Massower See, nach Unterquerung der Bundesautobahn 19 der Mönchsee und der Melzer See.
Bei Priborn erreicht die Elde den Müritzsee und den sich anschließenden Müritzarm, anschließend die Kleine Müritz und schließlich von Süden her die Müritz, den größten See der Mecklenburgischen Seenplatte. Der Abfluss aus der Müritz liegt an deren nördlichen Zipfel (Binnenmüritz bei der Stadt Waren). Auf dem jetzt westlichen Weg durchquert die Elde den Kölpinsee, den Fleesensee, den von der Stadt Malchow rechts gesäumten Malchower See, den Petersdorfer See und nach dem Lenzer Kanal den Plauer See. In den langen Seestrecken vom Müritzarm bis zum Plauer See ist die Elde als Fluss kaum wahrnehmbar. Zwischen Müritz und Kölpinsee wird sie auch als Reeckkanal oder Ree(c)ke und zwischen Fleesensee, Malchower See und Petersdorfer See als Recken bezeichnet. Diese Namen sind slawischen Ursprungs (vergleiche polnisch rzeka, tschechisch řeka, russisch Река).

### Vom Plauer See zur Elbe
Ab Plau am See ist die Elde in fast ganzer Länge ein staugeregelter Fluss, wobei aber noch lange Altstrecken parallel existieren. Über Lübz und Parchim ist die Flussrichtung überwiegend westlich. Rund 14 Kilometer nach Parchim ist die Elde über den Störkanal und die Stör mit dem Schweriner See verbunden. An diesem Abzweig wendet sich der Fluss nach Süden und verläuft über Neustadt-Glewe, Grabow und weiter in Richtung Südwesten nach Eldena.
Vor Eldena zweigt der Elde-Seitenkanal ab, der das meiste Wasser der Elde auf kurzem Weg über Neu Kaliß zur Elbe bei Dömitz führt. Der ursprüngliche Flusslauf wendet sich hingegen über Gorlosen nach Süden und vereinigt sich bei Seedorf mit der Löcknitz. Bis etwa Ende des 19. Jahrhunderts wurde der gemeinsame Flusslauf meist als Elde oder Alte Elde bezeichnet, später dagegen wurde er wie heute als Teil der Löcknitz angesehen. Nach der Vereinigung von Alter Elde und Löcknitz verläuft der Fluss in westliche Richtung. Die ursprüngliche Mündung in die Elbe lag wenige Kilometer östlich von Dömitz bei Klein Schmölen. Seit den 1970er Jahren wird die Löcknitz nördlich an Dömitz vorbeigeführt, unterquert mittels eines Dükers den Elde-Seitenkanal und mündet erst bei Wehningen in die Elbe.

### Flussnamen
Die erste schriftliche Erwähnung fand 786 als in Eldam statt. Der Name Elde stammt aus einer alten indoeuropäischen Wurzel mit der Bedeutung 'fließen', 'strömen'. Alternative Deutungen leiten den Namen von der germanischen Wurzel *alđa- für 'genährt, groß, alt’ ab.
Die teilweise sehr langen, erhalten gebliebenen Altarme neben den staugeregelten Abschnitten, wie auch das Stück von Eldena bis zur Mündung in die Löcknitz, werden Alte Elde genannt. Zwischen den großen Seen heißt der Fluss außer Elde gelegentlich auch Reecke (siehe oben).

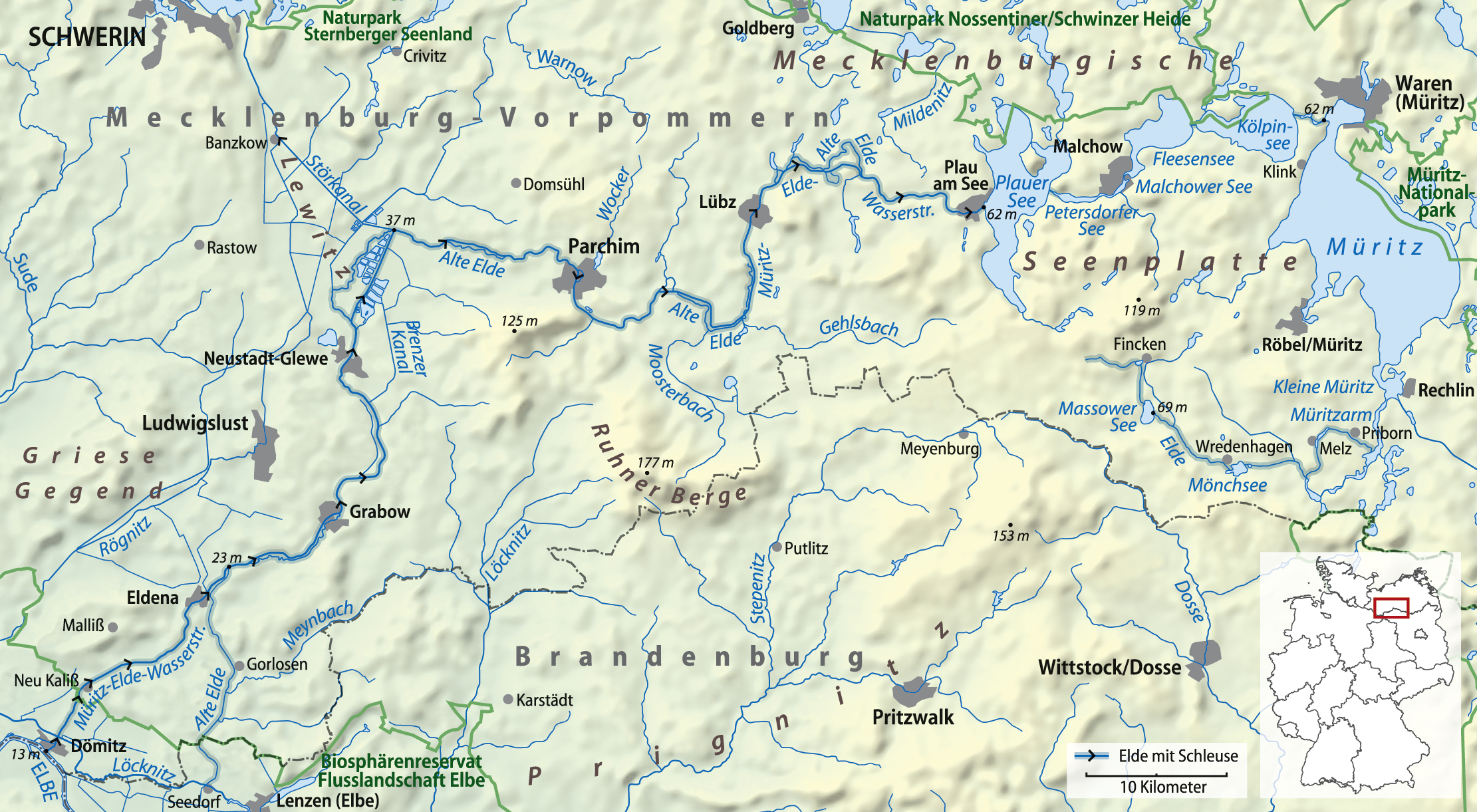
Verlauf der Elde

Die staugeregelten Abschnitte und der Kanal von Eldena nach Dömitz wurden früher als Neue Elde bezeichnet. Diese Bezeichnung wurde langsam verdrängt. Anfang der 1960er Jahre, als in Landkarten und anderen Veröffentlichungen noch Neue Elde eingetragen war, hieß der gesamte schiffbare Teil vom Südrand der Müritz bis zur Elbe bei Dömitz auch Elde-Müritz-Wasserstraße. Dieser Name ging aus der 1936 vom Reichsverkehrsministerium benutzten Bezeichnung Müritz-Elde-Wasserstraße, hervor. Heute ist ebenfalls die Variante Müritz-Elde-Wasserstraße die offizielle Bezeichnung.
Für den Abschnitt zwischen Eldena und Dömitz findet sich in Karten außer Neue Elde auch die Kurzbezeichnung Eldekanal. Die heutige amtliche Bezeichnung ist Elde-Seitenkanal als Teil der Müritz-Elde-Wasserstraße.

### Schiffbarer Teil

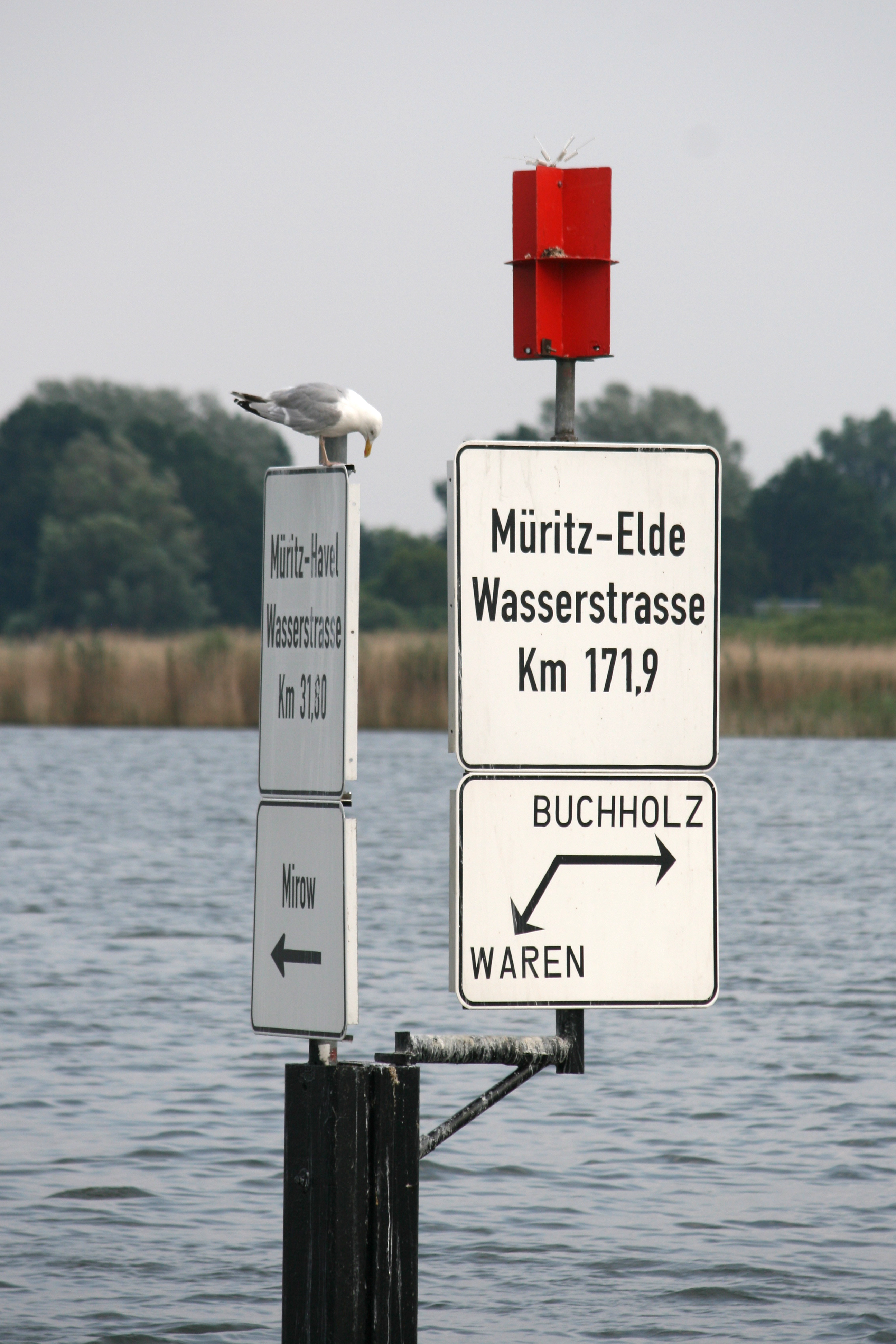
Abzweig der Müritz-Havel-Wasserstraße an Kilometer 171,9

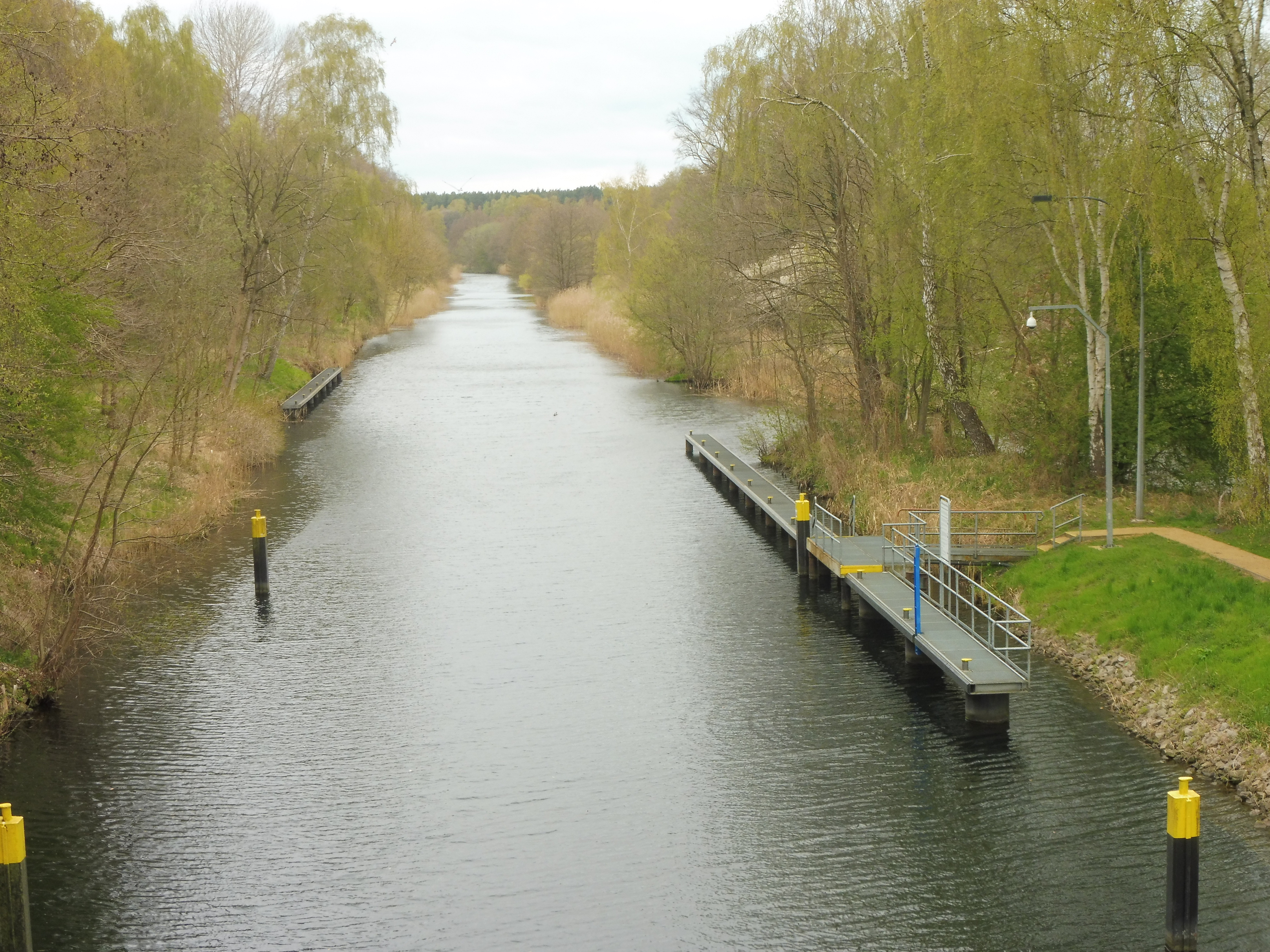
Elde unter Bobziner Schleuse

#### Müritz-Elde-Wasserstraße
Die Müritz-Elde-Wasserstraße (MEW) ist eine Verbindung für Binnenschiffe zwischen Elbe und Mecklenburgischer Seenplatte und über den von der Elde abzweigenden Störkanal auch zum Schweriner See. Sie ist eine Bundeswasserstraße der Wasserstraßenklasse I, für die das Wasserstraßen- und Schifffahrtsamt Elbe zuständig ist.
Die üblicherweise bergwärts fortlaufende Kilometrierung beginnt mit Kilometer 0,0 in Dömitz (bei Elbe-km 504,1). Bei Kilometer 56 zweigt der Störkanal ab. Das Ende der Müritz-Elde-Wasserstraße ist bei Kilometer 180 bei der Ortschaft Buchholz (12 km südlich von Röbel) am Müritzsee festgelegt. Der nicht schiffbare Teil der Elde mündet bereits vorher bei Priborn in den Müritzsee, wo sich etwa gegenüber auf der östlichen Seite bei Kilometer 171,9 der Anschluss der Müritz-Elde-Wasserstraße an die Müritz-Havel-Wasserstraße befindet.
Die Tauchtiefe beträgt zwischen Dömitz und Plauer See 1,20 Meter, auf der übrigen Strecke durch die Mecklenburger Seenplatte, in der sich keine Schleusen mehr befinden, 1,40 Meter.
Die wirtschaftliche Bedeutung der Wasserstraße ist heute aufgrund ihrer geringen Abmessungen eher gering, sie wird vorwiegend von Sportbooten und Ausflugsschiffen befahren. Im Jahr 2009 wurden in Dömitz 3481 und in Plau am See 7962 Wasserfahrzeuge geschleust.
Die zur Müritz-Elde-Wasserstraße gehörende Stör-Wasserstraße (StW: Störkanal, Stör und Schweriner See) ist 44,7 km lang.

#### Schleusen
Der Höhenunterschied von 49 Metern zwischen Elbe und Plauer See wird mit 17 Schleusen überwunden.
Die Schleuse mit der größten Fallhöhe (6,9 Meter) befindet sich in Bobzin bei Lübz. Die kürzeste Schleuse ist 41,50 Meter lang, und die schmalste Schleuse ist 5,20 Meter breit. Die geringsten festen Durchfahrtshöhen betragen von Dömitz bis Eldedreieck (MEW-km 0 bis 56,2) 4,22 m (Fußgängerbrücke Grabow bei MEW-km 29,8), von Eldedreieck bis Plau (MEW-km 56,2 bis 120,05) 4,34 m (diverse Brücken) und Seenstrecke (MEW-km 120 bis 180) 4,19 m (Straßenbrücke Vipperow bei MEW-km 172,12).
Außer den Schleusen Plau, Lübz und Dömitz sind 14 Schleusen zu Selbstbedienungsschleusen umgebaut worden. Deren Überwachungszentrale hat ihren Sitz in Parchim.
| Schleuse         | Kilometer | Bedienung                | Stauziel (m ü. NN)    | Stauziel (m ü. NN)    | Schleusen- Tore                           | Wasser- Turbinen          |
| ---------------- | --------- | ------------------------ | --------------------- | --------------------- | ----------------------------------------- | ------------------------- |
| Plau             | 120,05    | Vor Ort bedient          | max. 62,36 min. 61,61 | max. 62,36 min. 61,61 | Stemmtore                                 |                           |
| Barkow           | 114,04    | Selbstbedienungsschleuse | 60,68                 | 60,68                 | Oberhaupt: Klapptor Unterhaupt: Stemmtore | 1 Francis                 |
| Bobzin           | 103,78    | Selbstbedienungsschleuse | 57,47                 | 57,47                 | Oberhaupt: Klapptor Unterhaupt: Stemmtore | 1 Francis                 |
| Lübz             | 98,94     | Vor Ort bedient          | 50,56                 | 50,56                 | Oberhaupt: Klapptor Unterhaupt: Stemmtore |                           |
| Neuburg          | 83,33     | Selbstbedienungsschleuse | 47,62                 | 47,62                 | Oberhaupt: Klapptor Unterhaupt: Stemmtore |                           |
| Schleuse Parchim | 72,09     | Selbstbedienungsschleuse | 43,82                 | 43,82                 | Oberhaupt: Hubtor Unterhaupt: Stemmtore   |                           |
| Garwitz          | 60,75     | Selbstbedienungsschleuse | 40,74                 | 40,74                 | Stemmtore                                 |                           |
| ← Störkanal      | 56,00     |                          |                       |                       |                                           |                           |
| Lewitz           | 50,56     | Selbstbedienungsschleuse | 36,80                 | 36,80                 | Stemmtore                                 | 1 Kaplan                  |
| Neustadt-Glewe   | 46,16     | Selbstbedienungsschleuse | 33,11                 | 33,11                 | Stemmtore                                 | 2 Kaplan                  |
| Hechtsforth      | 34,78     | Selbstbedienungsschleuse | 30,92                 | 30,92                 | Oberhaupt: Klapptor Unterhaupt: Stemmtore | 2 Francis                 |
| Grabow           | 30,82     | Selbstbedienungsschleuse | 27,69                 | 27,69                 | Stemmtore                                 | stillgelegt 2 Francis (*) |
| Güritz           | 22,74     | Selbstbedienungsschleuse | 25,76                 | 25,76                 | Oberhaupt: Hubtor Unterhaupt: Stemmtore   |                           |
| Eldena           | 17,97     | Selbstbedienungsschleuse | 22,48                 | 22,48                 | Stemmtore                                 |                           |
| Malliß           | 9,46      | Selbstbedienungsschleuse | 20,75                 | 20,75                 | Stemmtore                                 |                           |
| Findenwirunshier | 5,81      | Fernbedienungsschleuse   | 18,76                 | 18,76                 | Stemmtore                                 | 2 Francis                 |
| Neu Kaliß        | 4,94      | Selbstbedienungsschleuse | 16,49                 | 16,49                 | Stemmtore                                 | 2 Francis                 |
| Dömitz           | 0,95      | Vor Ort bedient          | 14,75                 | 14,75                 | Stemmtore                                 |                           |
| Elbe             | 0,00      |                          | mittl. Pegel 12,54    | mittl. Pegel 12,54    |                                           |                           |

(*) Das stillgelegte Kraftwerk in Grabow befindet sich in der Bolbrüggeschen Mühle an der Alten Elde in der Innenstadt, etwa einen Kilometer von der Schleuse entfernt.

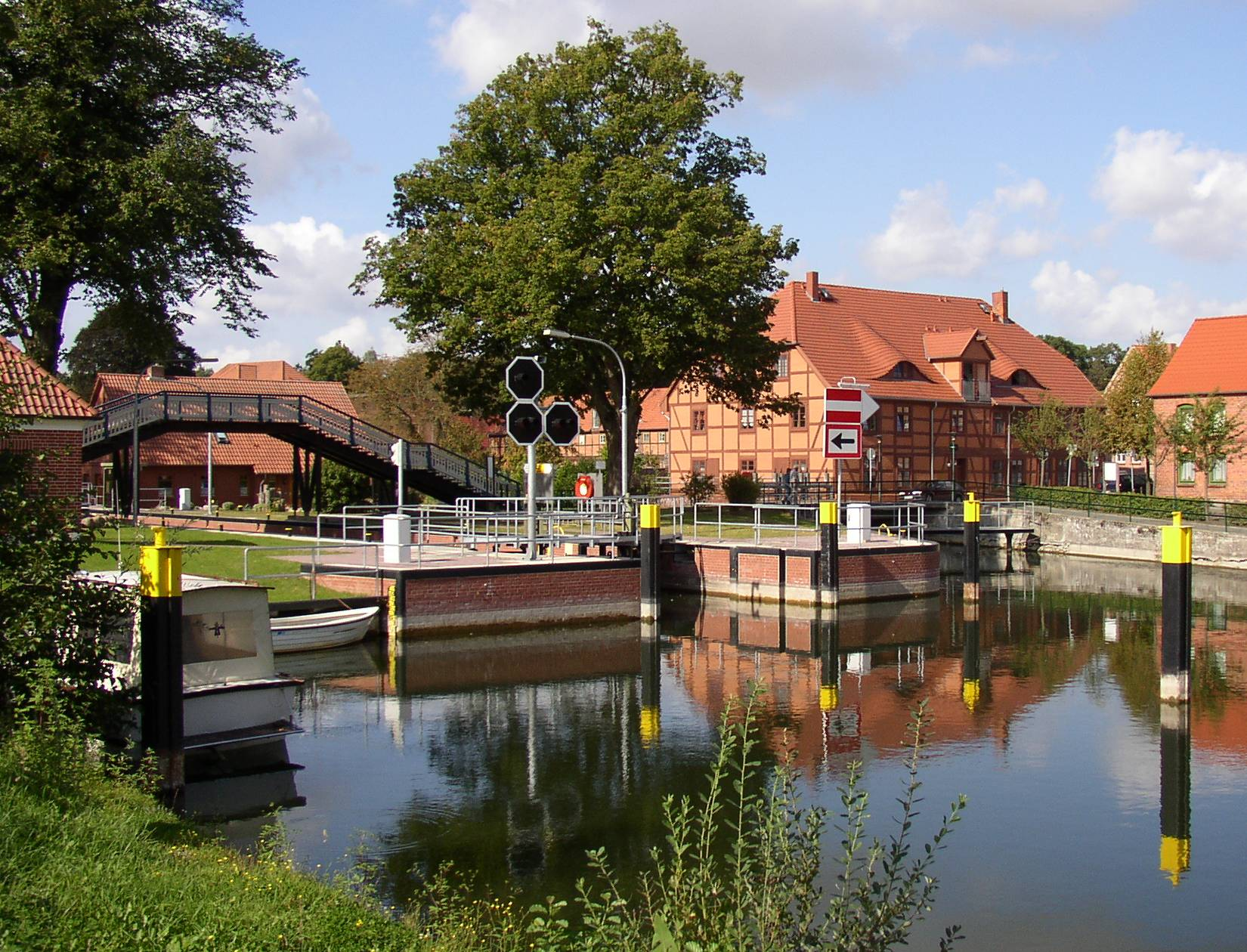
Plau am See
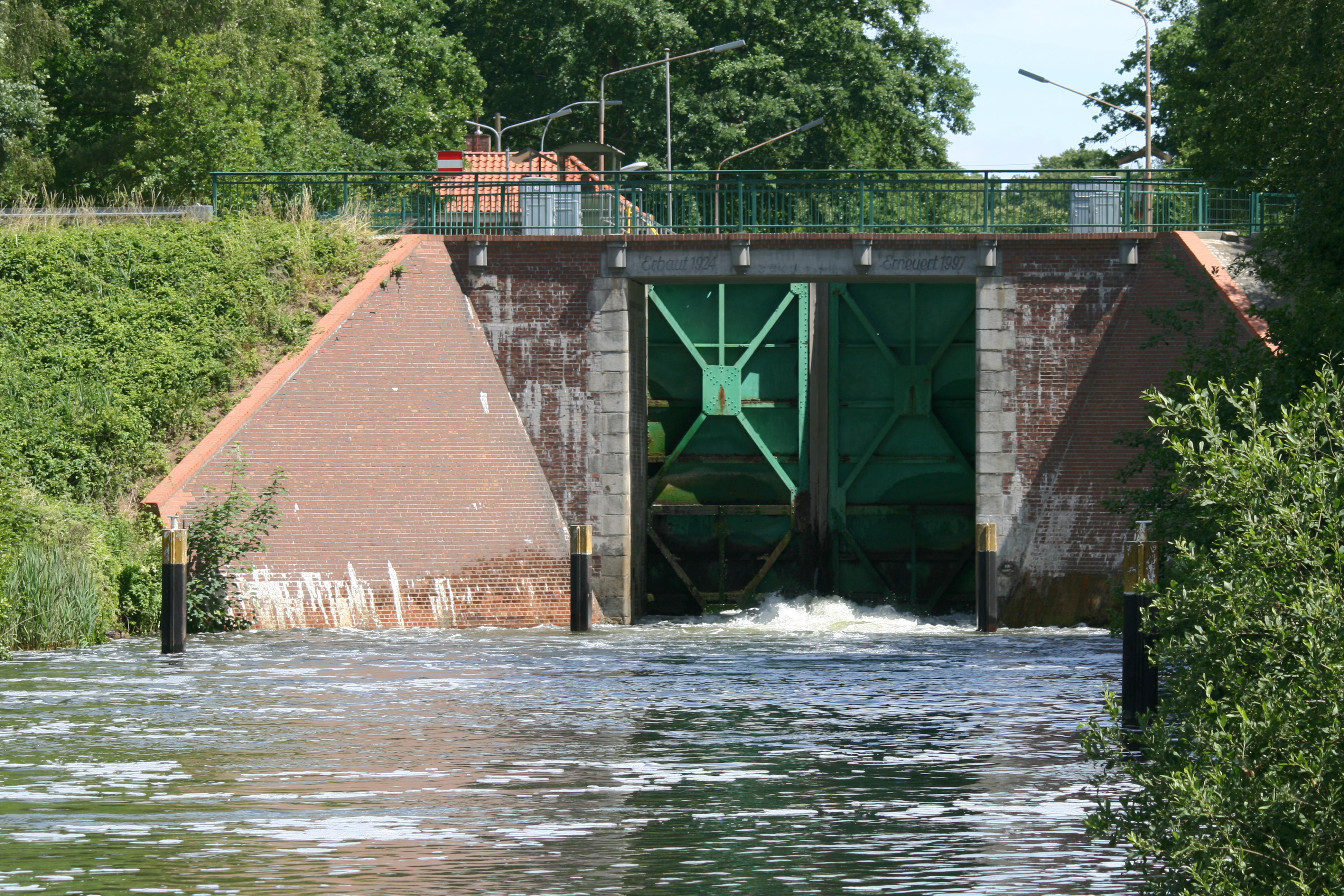
Bobzin
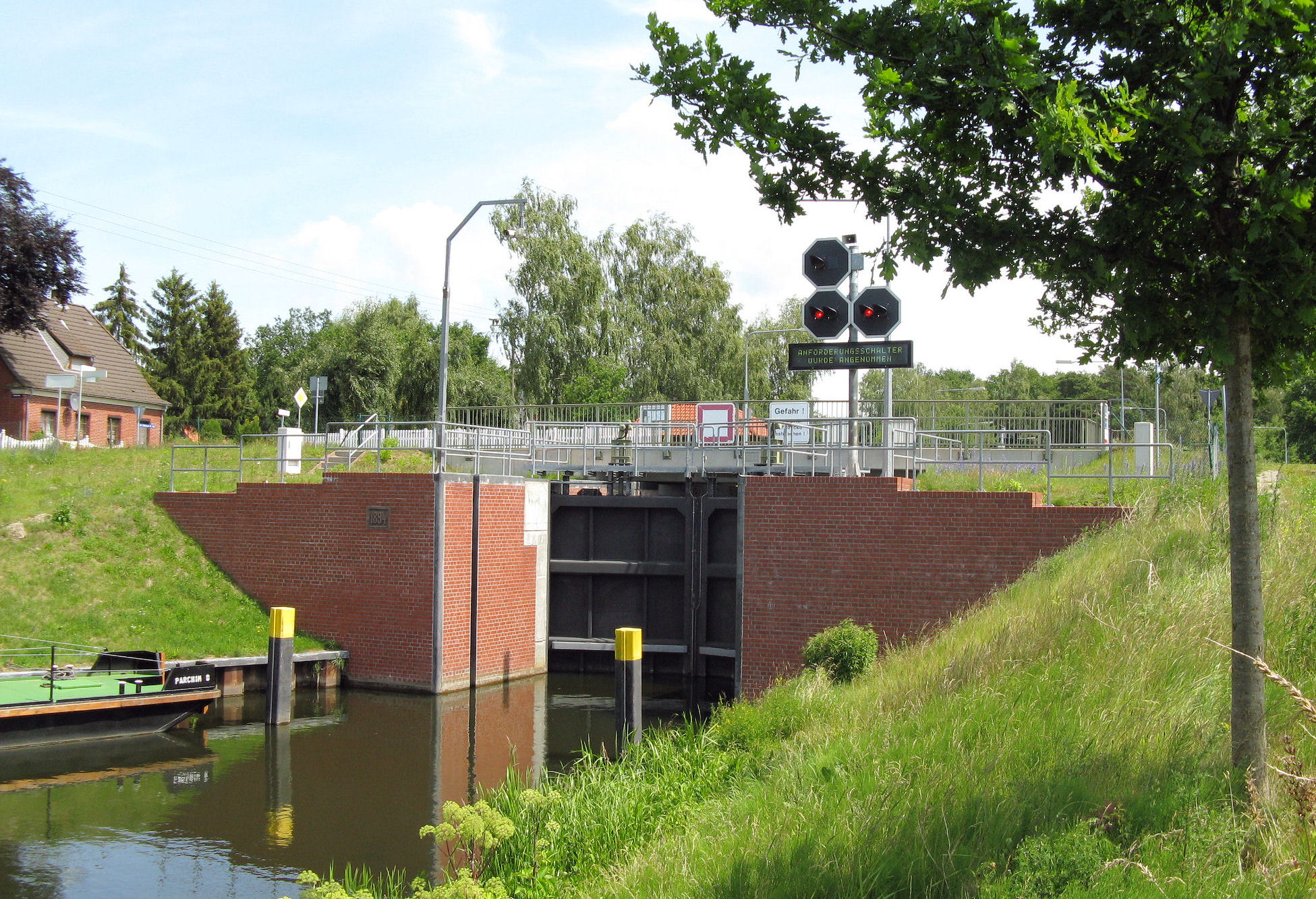
Garwitz
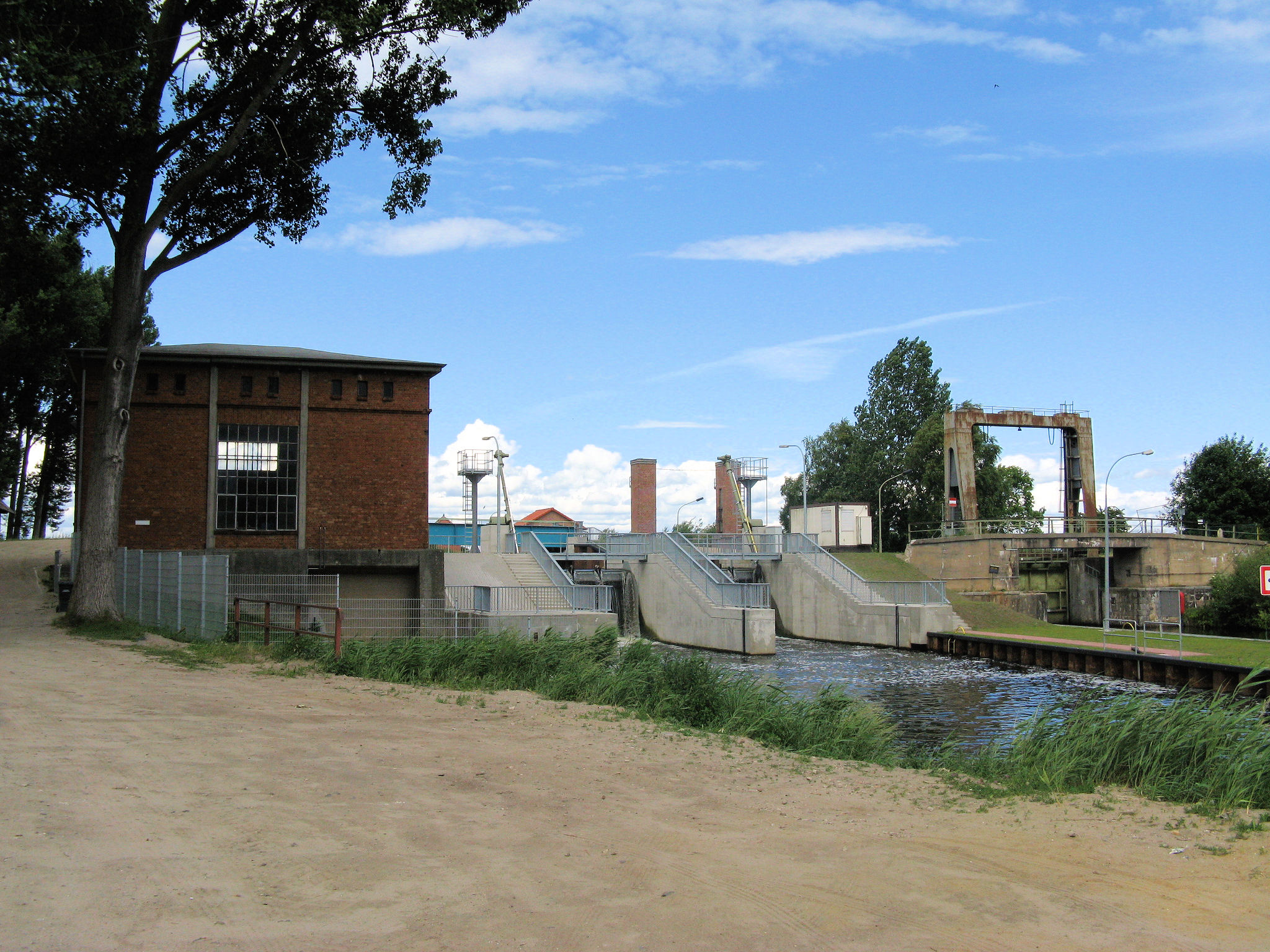
Lewitz

### Alte Elde

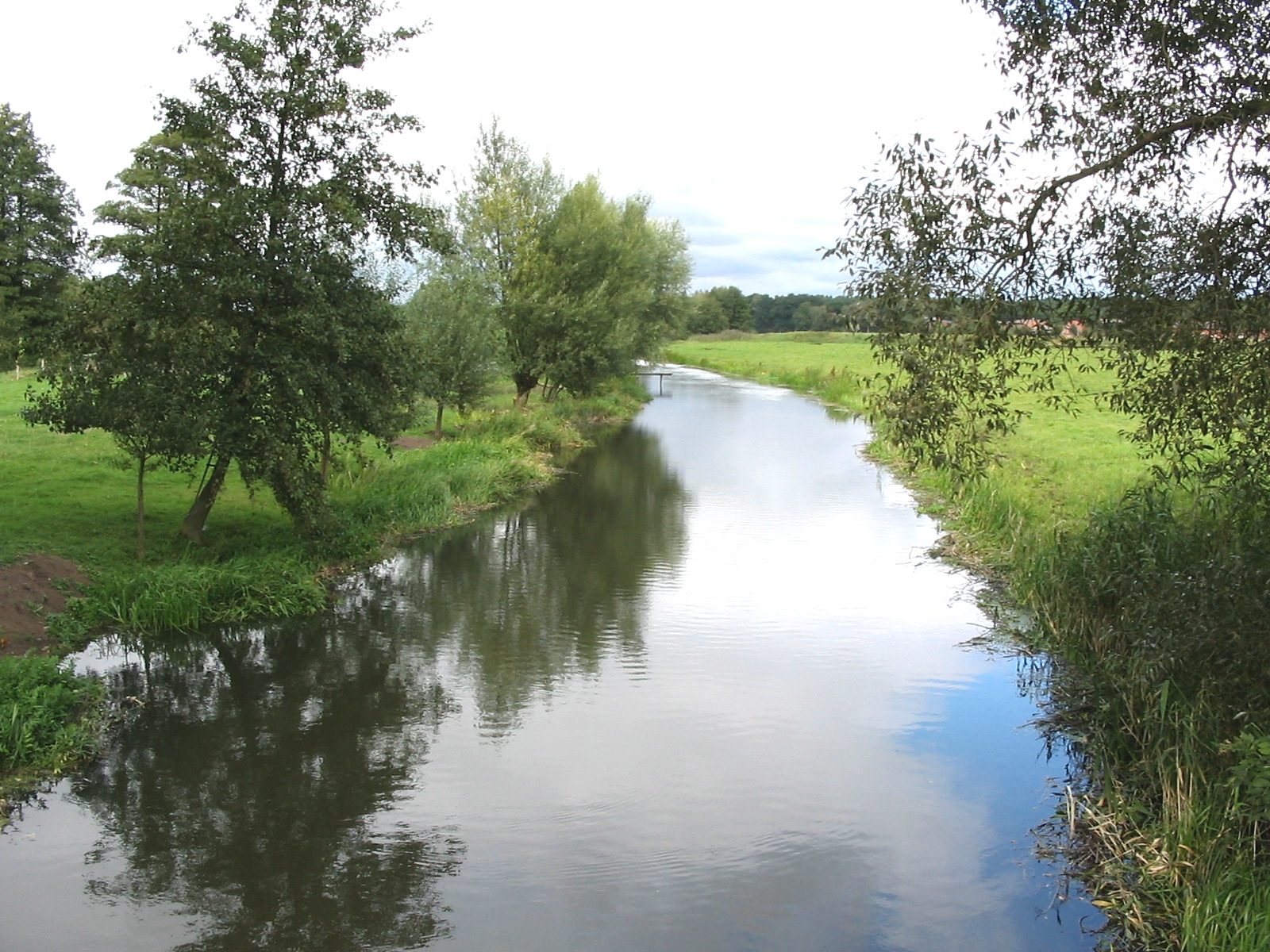
Alte Elde kurz vor der Einmündung in die Löcknitz bei Alt Eldenburg, einem Ortsteil von Lenzen

Als Alte Elde werden verschiedene erhalten gebliebene Abschnitte des ursprünglichen Flusslaufs bezeichnet. Dazu zählen:
- die Elde südlich von Eldena nach der Trennung vom Elde-Seitenkanal und
- zahlreiche, nicht zusammenhängende Altarme zwischen Eldena und dem Plauer See parallel zu den staugeregelten Abschnitten.

Die von Eldena kommende und heute beim brandenburgischen Seedorf in der Löcknitz endende Alte Elde wurde in den Jahren 2005 und 2006 in einem länderübergreifenden (Mecklenburg-Vorpommern und Brandenburg) Projekt renaturiert.
Einen längeren zusammenhängenden Abschnitt eines Altwassers gibt es nördlich der Wasserstraße östlich von Lübz bei Kuppentin. Er ist wegen des Vorkommens seltener Tier- und Pflanzenarten und des Vorhandenseins fast naturnaher Gewässerstrukturen als Naturschutzgebiet ausgewiesen.
Zwischen Lübz und Parchim ist die Alte Elde auf mehreren Teilstücken teils rechts, teils links der Wasserstraße erhalten. Zwischen der Einmündung des Störkanals und Neustadt-Glewe befindet sich der Altlauf, dort auf neueren Karten teilweise nur als Elde bezeichnet, rechts der Wasserstraße.
In Grabow fließt ein Stück Alte Elde wie früher durch die Innenstadt und weiter bis Güritz links der Wasserstraße.

## Nutzungs-Geschichte

### Frühe Erwähnung
Die Elde wird in einer im Mecklenburgischen Urkundenbuch veröffentlichten Urkunde aus dem Jahre 786 über die Stiftung des Bistums Verden durch Karl den Großen erwähnt. Deren Echtheit ist allerdings umstritten. 946 stellte Otto I. dem Bistum Havelberg einen Stiftungs- und Bewidmungsbrief aus, in dem dessen Nordgrenze entlang der Elde bis zu deren Mündung in die Elbe festgelegt wurde. Heinrich der Löwe nannte 1163 als Grenze des Bistums Ratzeburg die Elde bis zu ihrer Mündung.

### Alte Pläne und erste Arbeiten

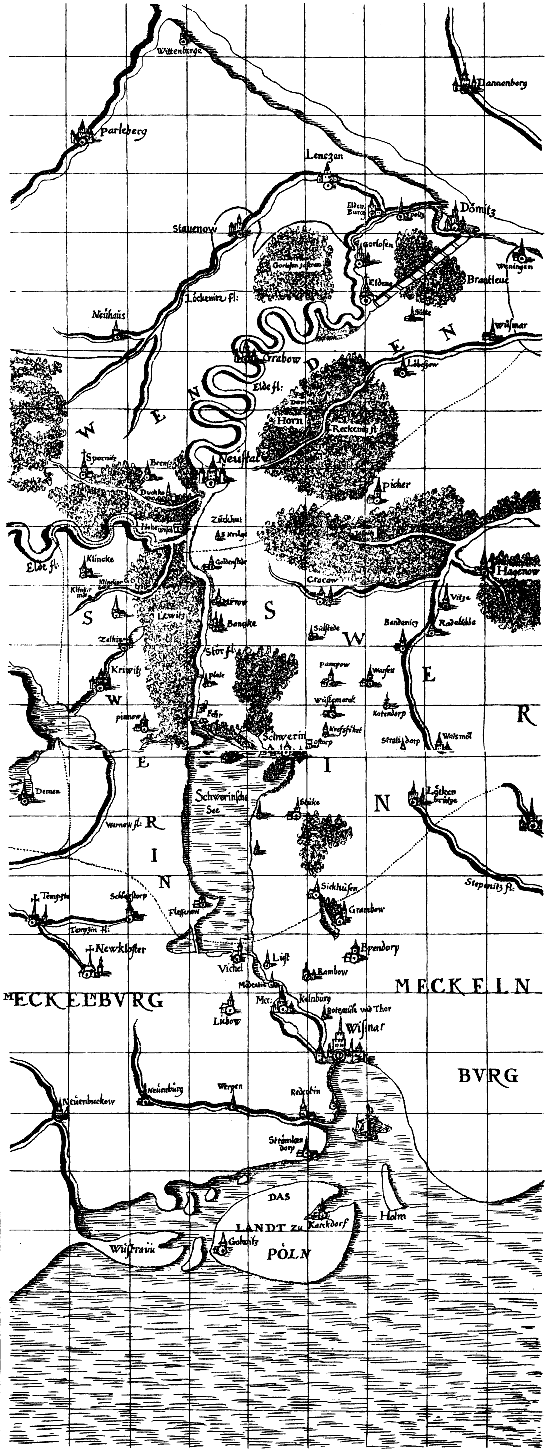
Karte Tilemann Stellas zur geplanten Verbindung von der Elbe (oben) über die Elde und den Schweriner See zur Ostsee (unten) von 1576

Nachdem Lübeck 1398 über die Stecknitzfahrt auf dem Wasserweg Anschluss an die Elbe erhalten hatte, geriet das auf Salzhandel spezialisierte Wismar ins Hintertreffen. Man suchte ebenfalls einen direkten Wasserweg, auf dem Lüneburger Salz von der Elbe her nach Wismar gebracht werden konnte. Eins der Projekte sah eine Verbindung über die Boize und den Schaalsee zum Schweriner See vor. Einen Schiffsverkehr über die Elde einzurichten, hatten schon die mecklenburgischen Herzöge Magnus II. und Balthasar versucht. Aber weder die Herzöge noch die Stadt Wismar sahen sich in der Lage, das Projekt zu finanzieren. Wismar suchte unter anderem ohne Erfolg in Magdeburg um Finanzierungshilfe nach. Ein weiteres Problem waren die fehlenden Nutzungsrechte für ein kurzes Eldeteilstück auf brandenburgischem Gebiet. Das Projekt fand erst unter Herzog Albrecht VII. 1531 wieder Erwähnung. Dieser hatte Prinzessin Anna, eine Tochter des Kurfürsten Joachim I. von Brandenburg, geheiratet und hoffte so und durch diplomatische Beziehungen mit benachbarten Fürsten und Ständen, bei denen er um finanzielle Unterstützung warb, die Brandenburger vom Nutzen eines Schifffahrtsweges überzeugen zu können.
1566 ließ Herzog Johann Albrecht I. vier Schleusen an Stör und Elde errichten. Auf einer mühseligen Fahrt, auf der das Boot trotz eines Tiefgangs von nur 60 cm über mehrere flache Stellen gezogen werden musste, reiste im Mai 1567 eine Kommission, der Tilemann Stella als Vertreter Johann Albrechts angehörte, von Viecheln am Nordufer des Schweriner Sees nach Dömitz. Joachim II., Kurfürst von Brandenburg, ließ sich jedoch nicht vom Nutzen eines Schifffahrtsweges überzeugen, so dass Stella den unteren Abschnitt der Elde nicht weiter in seine Planungen einbezog. Die Arbeiten an der Schleuse in Gorlosen nahe der Grenze zu Brandenburg wurden eingestellt.

### Der Bau des Elde-Seitenkanals im 16.Jahrhundert
Ein Ausweg war der Bau einer direkten Wasserverbindung von Eldena nach Dömitz auf mecklenburgischem Gebiet. Der Vorteil, dass die mecklenburgische Seite alle Zolleinnahmen erhalten konnte, überwog den Nachteil möglicher Konflikte mit den brandenburgischen Nachbarn.
Das zu durchquerende Terrain wurde von April bis Mai 1568 erkundet und ausgemessen. Im August des Jahres wurde mit den Arbeiten am Graben zwischen Dömitz und dem Brantlewe, einem sumpfigen Gehölz in der Nähe der Stadt, begonnen. Auch von Eldenaer Seite arbeitete man sich voran. Zur Finanzierung wurde im April 1569 landesweit eine Steuer erhoben, von der nur die Ritterschaft ausgenommen war. Bereits im November stellte der Wallmeister Jost Spangenberg ein baldiges Ende der Arbeiten in Aussicht. Einen Rückschlag erlitt das Projekt im August 1571, als Johann Georg, Kurfürst von Brandenburg, kurz nach seinem Amtsantritt vier Schleusen und Teile des Grabens durch Adlige, Bauern und Knechte zerstören ließ. Die Kanalarbeiter bedrohte er für den Fall der bei Fortsetzung ihrer Arbeit mit dem Tod. Kurfürst August von Sachsen griff schlichtend in den Streit ein.

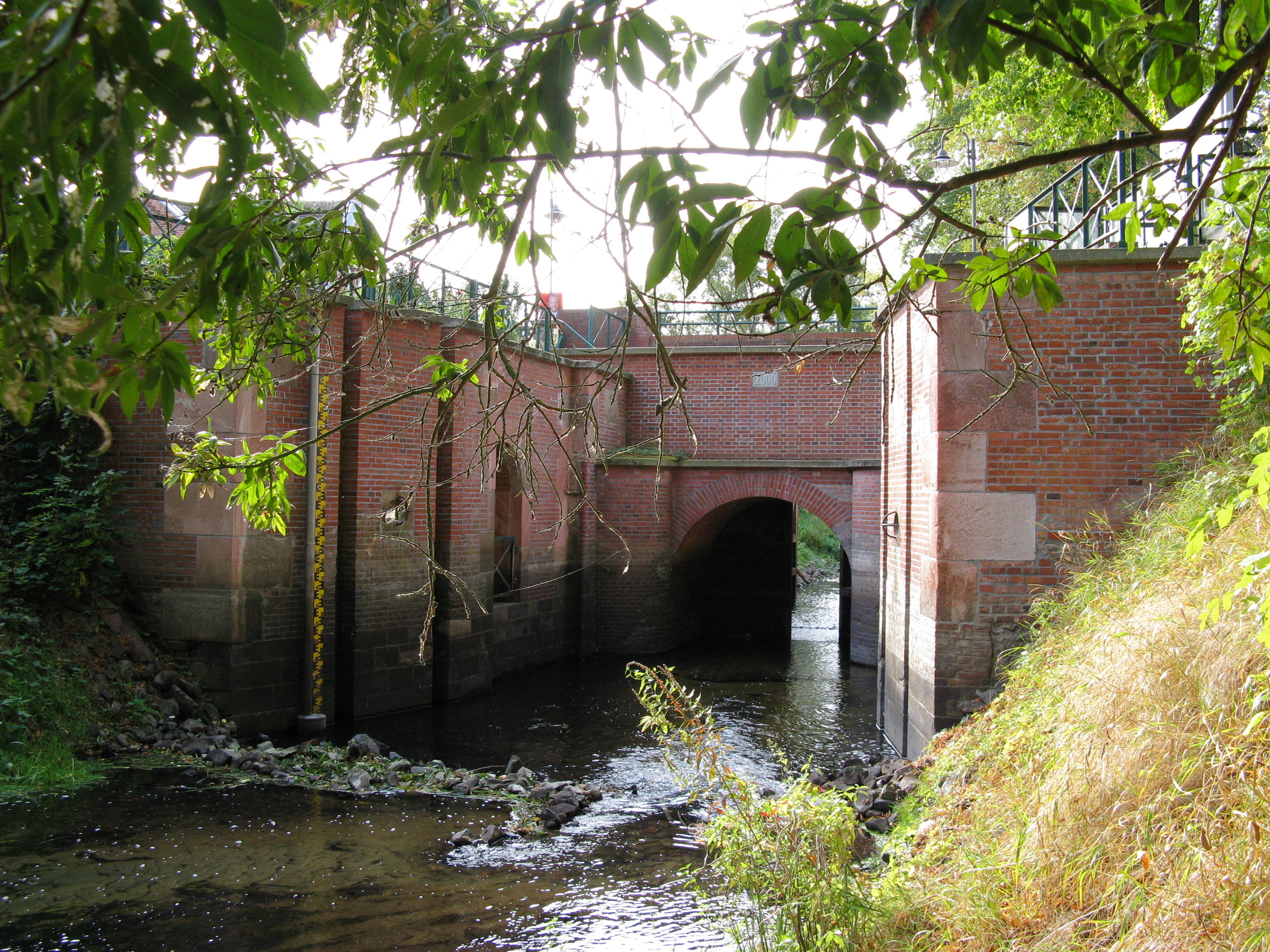
Steinschleuse aus dem 17. Jahrhundert in Dömitz, außer Betrieb, Unterwasser hinten

Im Februar 1572 war die Kanalverbindung zwischen Eldena und Dömitz, die Neue Elde, mit sieben Schleusen so gut wie fertiggestellt. Mit Ausnahme einer Steinschleuse in Dömitz waren die Schleusen aus Holz.
Am 11. August 1572 erreichte das erste Schiff auf dem Kanal Dömitz. Nach von Herzog Johann Albrecht angeordneten Vergrößerungen der Schleusen und Mängelausbesserungen wurde schließlich am 15. März 1575 den Städten Magdeburg und Hamburg vermeldet, dass die Neue Fahrt in beiden Richtungen schiffbar sei. Eine durchgehende Schifffahrt von Viecheln am Nordufer des Schweriner Sees bis an die Elbe war damit möglich.
Die seit 1480 geplante schiffbare Verbindung vom Schweriner See nach Wismar, die sogenannte Viechelnsche Fahrt oder später der Wallensteingraben, wurde jedoch nie fertiggestellt, und bereits gebaute Teile verfielen wieder.

### Eldeausbau im 19. Jahrhundert

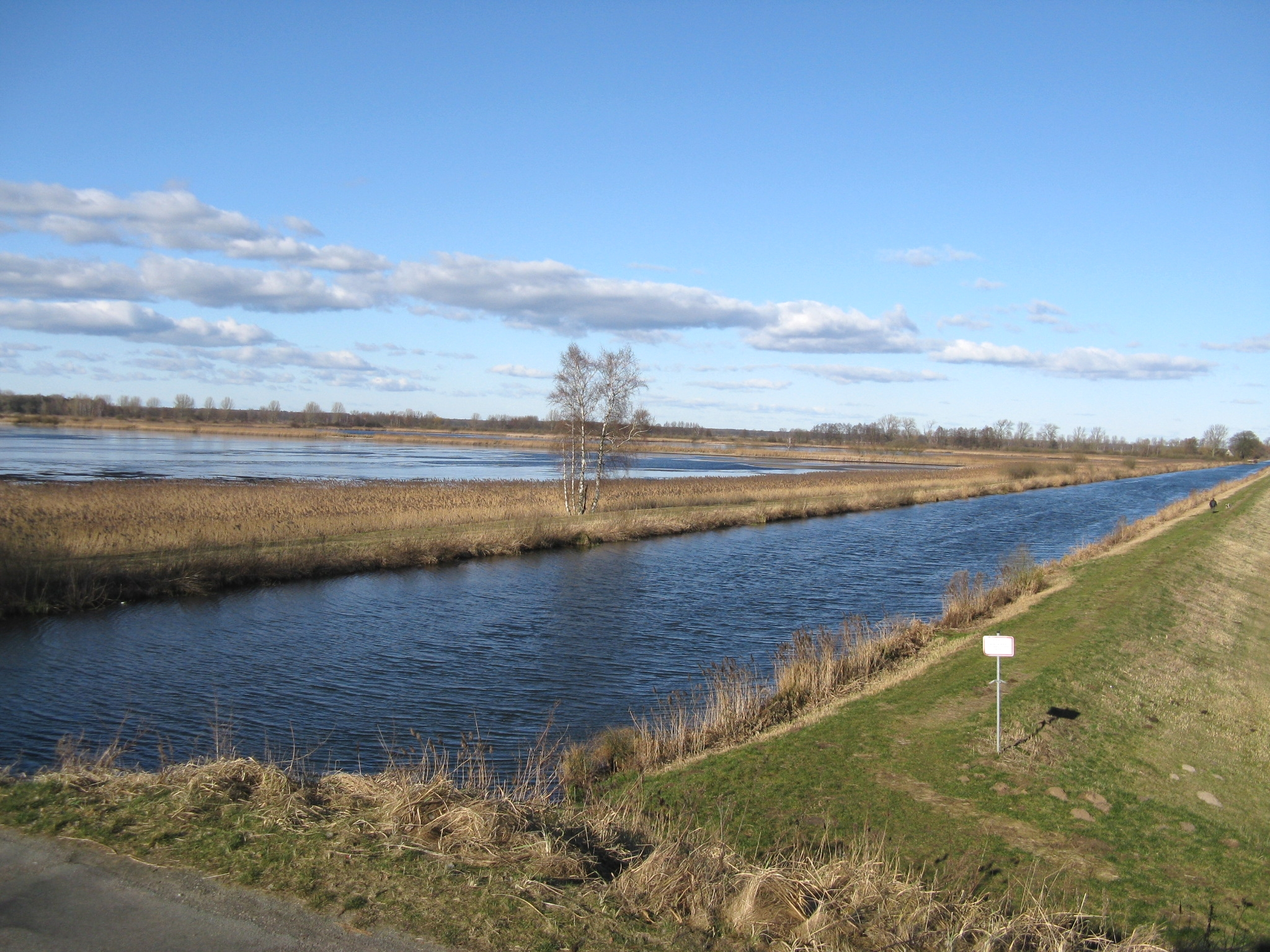
Friedrich-Franz-Kanal (Teil der staugeregelten Elde) nördlich von Neustadt-Glewe

Die wirtschaftliche Entwicklung im beginnenden 19. Jahrhundert legte einen weiteren Ausbau der Schifffahrtswege im Bereich der Elde nahe. So wurden Verbindungsstrecken zwischen den Seen, sogenannte Reeken, bei Waren und am Plauer See auf 40 Fuß verbreitert und von 1798 bis 1803 Schleusen- und Mühlenanlagen modernisiert. 1831 bildete sich die Elde-Actien-Societät, die sich die Schiffbarmachung der Elde von der Müritz bis zur Elbe, der Stör zum Schweriner See und der Verbindung von der Müritz zur Havel zur Aufgabe machte. Ein Drittel der Kosten von insgesamt 400.000 Reichstalern wollte das Land Mecklenburg übernehmen. Wichtigstes Projekt war der Bau des Friedrich-Franz-Kanals von 1832 bis 1834 oberhalb von Neustadt-Glewe, der den ursprünglichen Flusslauf der Elde im Lewitzbruch abkürzte. Er ist als Dammstrecke ausgeführt, das heißt, der Wasserspiegel befindet sich über dem Niveau der umgebenden Landschaft. Außerdem wurden Schleusen erneuert oder neu angelegt; der alte Störkanal wurde vertieft. In die gleiche Zeit fiel die Schaffung einer Verbindung der Elde zur Havel über die Müritz durch den Bau des Bolter Kanals. Der bereits zuvor durch Mühlenstaue schwankende Wasserstand der Müritz fiel während der Elderegulierungen zwischen 1798 und 1836 um insgesamt 1,30 Meter.
Obwohl die Elde-Actien-Societät wegen gestiegener Baukosten zunächst Darlehen aufnehmen musste, reichten in den ersten Jahren die Einnahmen durch Schleusengebühren aus, um einen kleinen Gewinn zu erwirtschaften. Seit Ende der 1840er Jahre machte sich mehr und mehr die Konkurrenz durch Eisenbahnen, wie etwa der Berlin-Hamburger Bahn, bemerkbar. 1857 musste die Gesellschaft deswegen ihre Rechte an die Landesherren abtreten, die auch die Schulden übernahmen. Des Weiteren erwies sich die Begrenzung der Schiffsgrößen als Nachteil. Die Bauten waren ursprünglich auf 20 Last (etwa 50 Tonnen) ausgelegt, später wurde eine Beschränkung auf 25 Last vorgeschrieben. Der Bau einzelner Flussbegradigungen, wie etwa des Grabower und des Güritzer Kanals flussabwärts von Grabow, reichten nicht aus.
In einem Gutachten für die Landesregierung stellte der Berliner Baurat Adolf Wiebe von 1877 fest, dass die mecklenburgischen Wasserstraßen niemals großen durchgehenden Verkehr aufnehmen könnten. Er hielt jedoch einen Ausbau für Schiffe von 40 Meter Länge und bis zu 2500 Zentnern (125 Tonnen) Beladung für sinnvoll. Nach längeren Verhandlungen wurde auf dem Landtag von 1890 der Ausbau beschlossen; 1,5 Millionen Mark wurden aus Landesmitteln bewilligt.
Zu den wichtigsten Baumaßnahmen gehörte der Ausbau der Kanäle (Elde-Seitenkanal und Schleusenkanäle) zwischen Dömitz und Grabow und nördlich von Neustadt. Weitere Kanalbauprojekte, wie etwa der erneute Ausbau des Wallensteingrabens oder eine Verbindung von Rostock nach Berlin über Warnow, Nebel, Krakower und Plauer See sowie die Müritz standen zu dieser Zeit in Aussicht oder waren bereits (etwa mit dem Bützow-Güstrow-Kanal) in Angriff genommen. In diesem Zusammenhang wurde ein acht Kilometer lange Schleusenkanalabschnitt zwischen Grabow und Neustadt bereits für 51,5 Meter lange Schiffe mit bis zu 7000 Zentnern (350 Tonnen) ausgelegt und im Herbst 1895 fertiggestellt. Restarbeiten fanden in den Jahren 1896 und 1897 statt. Die Baukosten hatten sich auf etwas über zwei Millionen Mark erhöht.

### Arbeiten im 20. Jahrhundert

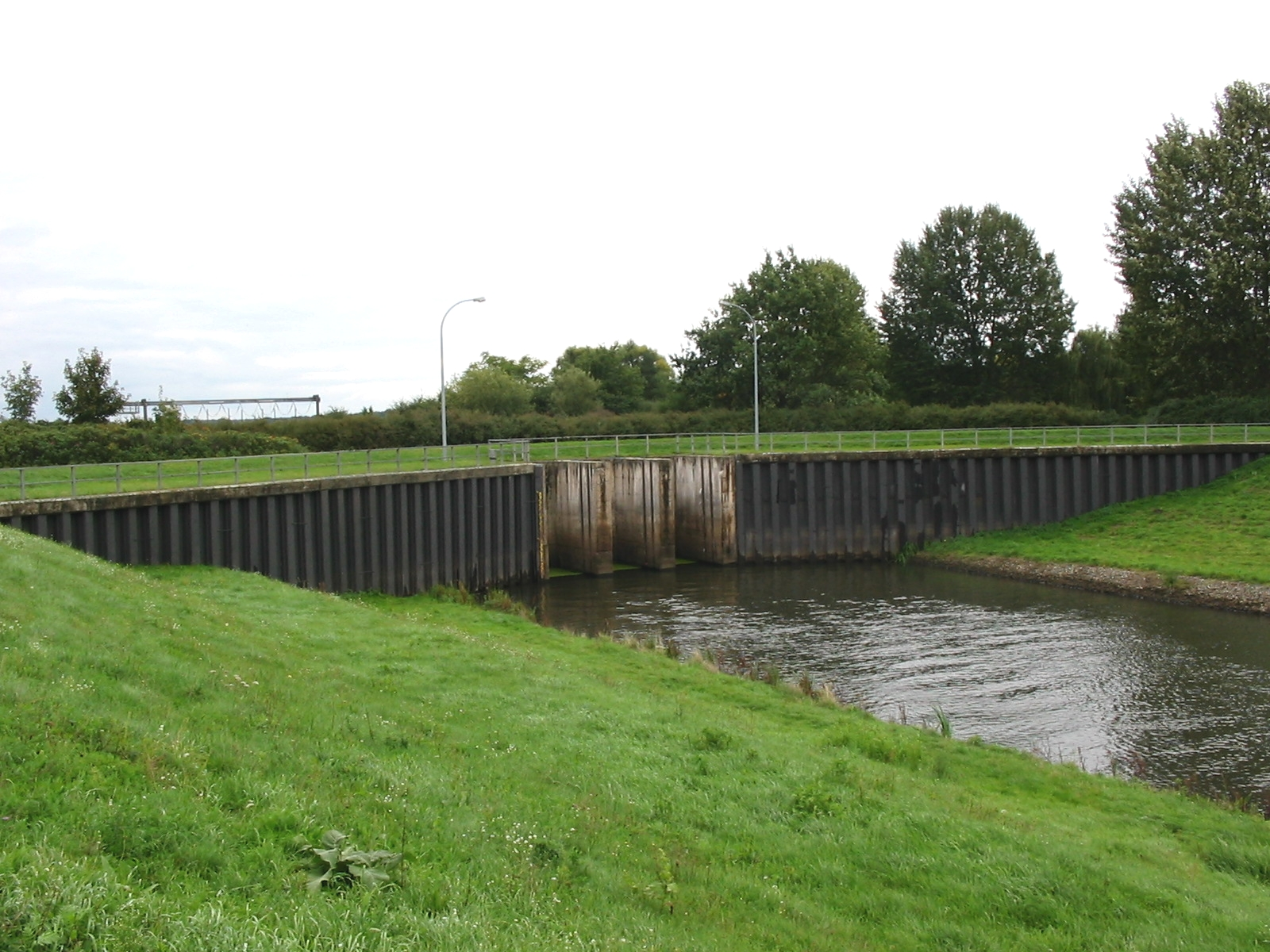
Bei Dömitz unterquert die (Neue) Löcknitz seit den 1970er Jahren den Elde-Seitenkanal durch einen Düker

Auch ohne Verbindung zur Ostsee hatte die Elde hohe Bedeutung wegen der Beförderung landwirtschaftlicher Produkte nach Hamburg. 1921 begannen erneut umfangreiche Regulierungen am Flusslauf, die in den 1930er Jahren fortgeführt wurden. Sie dienten unter anderem dem Ziel, über die Elde eine schnelle und sichere Verbindung von Hamburg nach Berlin herzustellen. Der Wasserpegel auf der Elbe oberhalb von Dömitz war im Vergleich zu denen der Elde und der Havel zu wenig stabil. Durch die Zusammenfassung von Staustufen sollten an den Schleusen höhere Fallhöhen für den einträglichen Betrieb von Wasserkraftwerken erreicht werden. Obwohl diese Pläne mehrheitlich nicht ausgeführt wurden, blieb die Elde bis einschließlich der DDR-Zeit wichtiger Transportweg, an dem sich auch verarbeitende Industrien ansiedelten. Nach dem Mauerbau 1961 wurde die Zufahrt zur Elbe gesperrt.
Im Jahr 1973 wurde die Mündung der Löcknitz von Klein Schmölen elbabwärts in die Nähe von Wehningen verlegt. Die Löcknitz wird bei Dömitz durch einen Düker unter dem Elde-Seitenkanal hindurchgeführt.
Zur Ent- und Bewässerung landwirtschaftlicher Nutzflächen wurde in den 1970er Jahren eine künstliche Wasserverbindung von der Elde zur Rögnitz, der sogenannte Elde-Rögnitz-Überleiter, geschaffen.
Nach 1990 war die Passage zur Elbe wieder frei passierbar. Durch den weitgehenden Zusammenbruch der Industrie in der Region hat die Elde jedoch für die Frachtschifffahrt praktisch keine Bedeutung mehr. Sie dient heute vor allem dem touristischen Verkehr.

### Eldemündung und Dömitzer Hafen

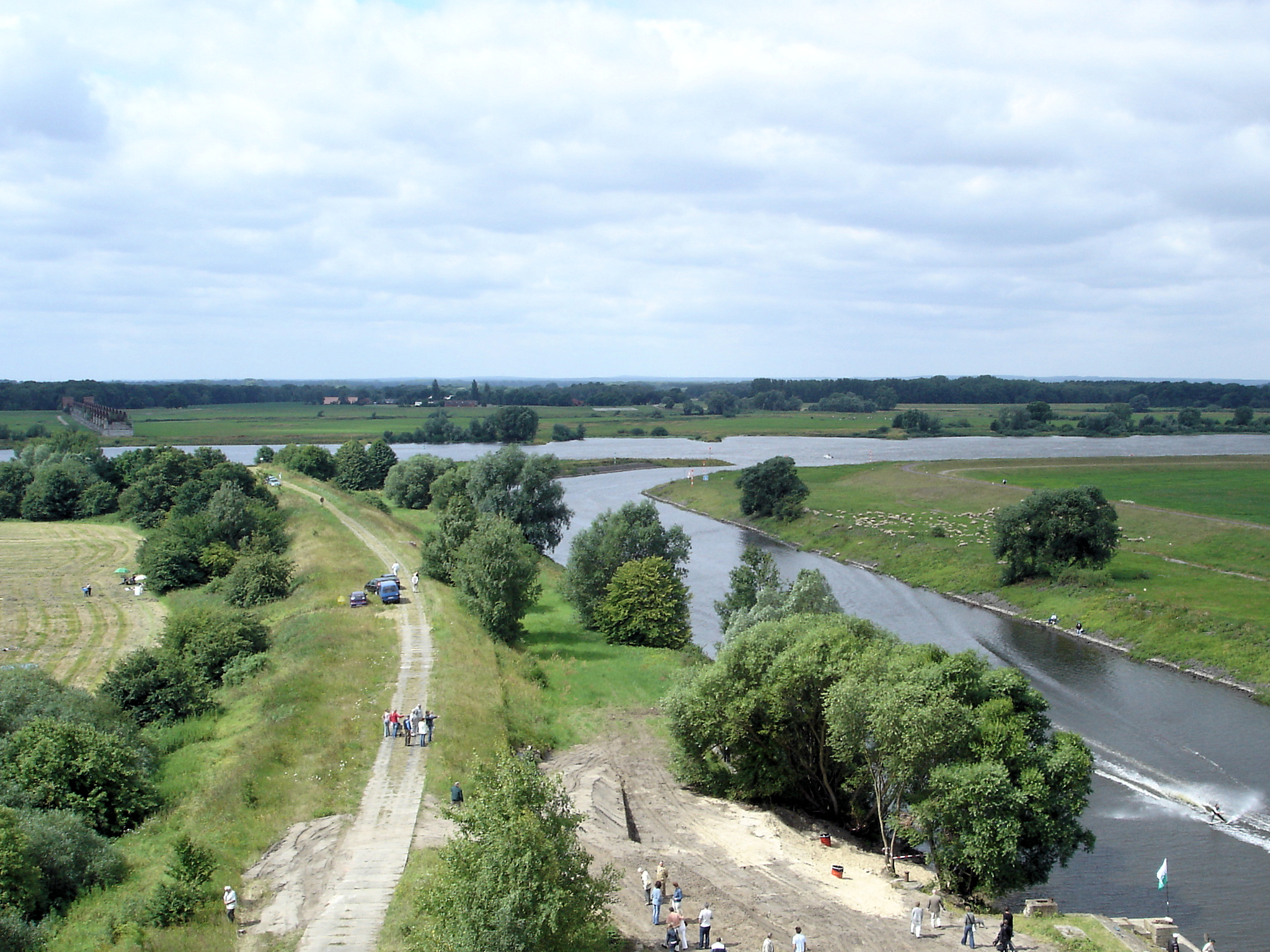
Heutiger Anschluss des Elde-Seitenkanals an die Elbe (hinten) bei Dömitz

Die Mündung der Elde wurde mehrfach verlegt. Stellas Karte aus dem Jahr 1576 (siehe oben) deutet darauf hin, dass sich die Elde bereits vor dem Bau der Neuen Elde südlich von Dömitz der Elbe näherte, jedoch erst nach östlichem Umlaufen der Stadt nordwestlich in den Strom mündete. Eine Karte des Geometers Gerhart Evert Pilooth von 1612 zeigt eine Steinschleuse an der Mündung der Neuen Elde mit der Inschrift „Hyr compt der Nye Elde durch dissen steinen Släysz in den olden Elde“. Die Schleuse wurde 1722 und 1823 renoviert und zum Schutz vor Überfällen mit einer Schanze umgeben. Sie wird nicht mehr genutzt, ist aber erhalten geblieben und steht unter Denkmalschutz.
Auch eine Karte Mecklenburgs aus dem Jahr 1645 zeigt eine Annäherung der Alten Elde mit Verbindung zur Elbe bei Klein Schmölen mit anschließendem östlichem Umfließen von Dömitz.
Später mündet die Alte Elde bei Klein Schmölen und das Dove Elde genannte Bett bei Dömitz bildet einen Seitenarm der Elbe.
Bei der Elderegulierung 1831 bis 1836 wurde die Mündung des Elde-Seitenkanals in den Elbe-Seitenarm verlegt, und von 1835 bis 1836 wurden eine Kammerschleuse mit Wänden aus massivem Ziegelmauerwerk und ein neuer Schiffsliegeplatz errichtet. Zur Anlage gehörte eine seitliche Sturzschleuse, über die das aufgestaute Eldewasser in den Seitenarm abfließen konnte. Es wurde möglich, mit bis zu 40 Meter langen Schiffen nach Schwerin zu gelangen.
In die Zeit des Baus der Dömitzer Eisenbahnbrücke von 1871 bis 1873 fiel eine erneute Verlegung der Mündung des Elde-Seitenkanals, diesmal direkt in die Elbe, wobei der Aushub des neuen Flussbettes für den zur Brücke führenden Bahndamm Verwendung fand. Bis 1890 wurde ein neuer Hafen errichtet, dieser erhielt Anschluss an die Bahnstrecke Lüneburg-Wittenberge. Eine 1934 geplante Erweiterung des Hafenbeckens wurde nicht verwirklicht.
1938 wurde ein noch erhaltener Getreidespeicher als ein gegen Luftangriffe sicheres Stahlbetonzellensilo errichtet.
Nach dem Zweiten Weltkrieg behielt der Hafen in Dömitz zunächst seine Bedeutung, da eine entsprechende Infrastruktur für den Güterverkehr per Bahn noch nicht wieder im benötigten Umfang zur Verfügung stand. Wegen der Grenzlage zur Britischen Besatzungszone gab es jedoch erste Einschränkungen. Als Ersatz für bisher über den Hamburger Hafen abgewickelte Getreidetransporte von der Sowjetunion in die Tschechoslowakei wurde in den 1950er Jahren eine Getreideumschlaganlage errichtet, die Getreideanlieferungen per Bahn aus dem Wismarer Hafen ermöglichen sollte. Zur Nutzung kam es jedoch nicht mehr, da mit der Grenzsicherung ab 1961 der Güterumschlag in Dömitz vollständig aufgegeben wurde. Der Hafen wurde Grenzbootstützpunkt. Um Dömitz aus der Fünf-Kilometer-Sperrzone herausnehmen zu können, wurde der Hafen 1973 mit hohen Zäunen umgeben. Hafen und Schleuse wurden vernachlässigt. Vor der nach 1989 erfolgten Wiederinbetriebnahme des Dömitzer Hafens und des Elbanschlusses des Elde-Seitenkanals wurde die Kammerschleuse, von der Mitte der 1980er Jahre eine Wand wegen Baufälligkeit abgebrochen werden musste, erneuert. Teile der Getreideumladeanlage wurden 1990 abgerissen. Ihr als Stahlbetonkonstruktion errichteter Teil wird nach einem Umbau gastronomisch genutzt.

### Wasserkraftanlagen

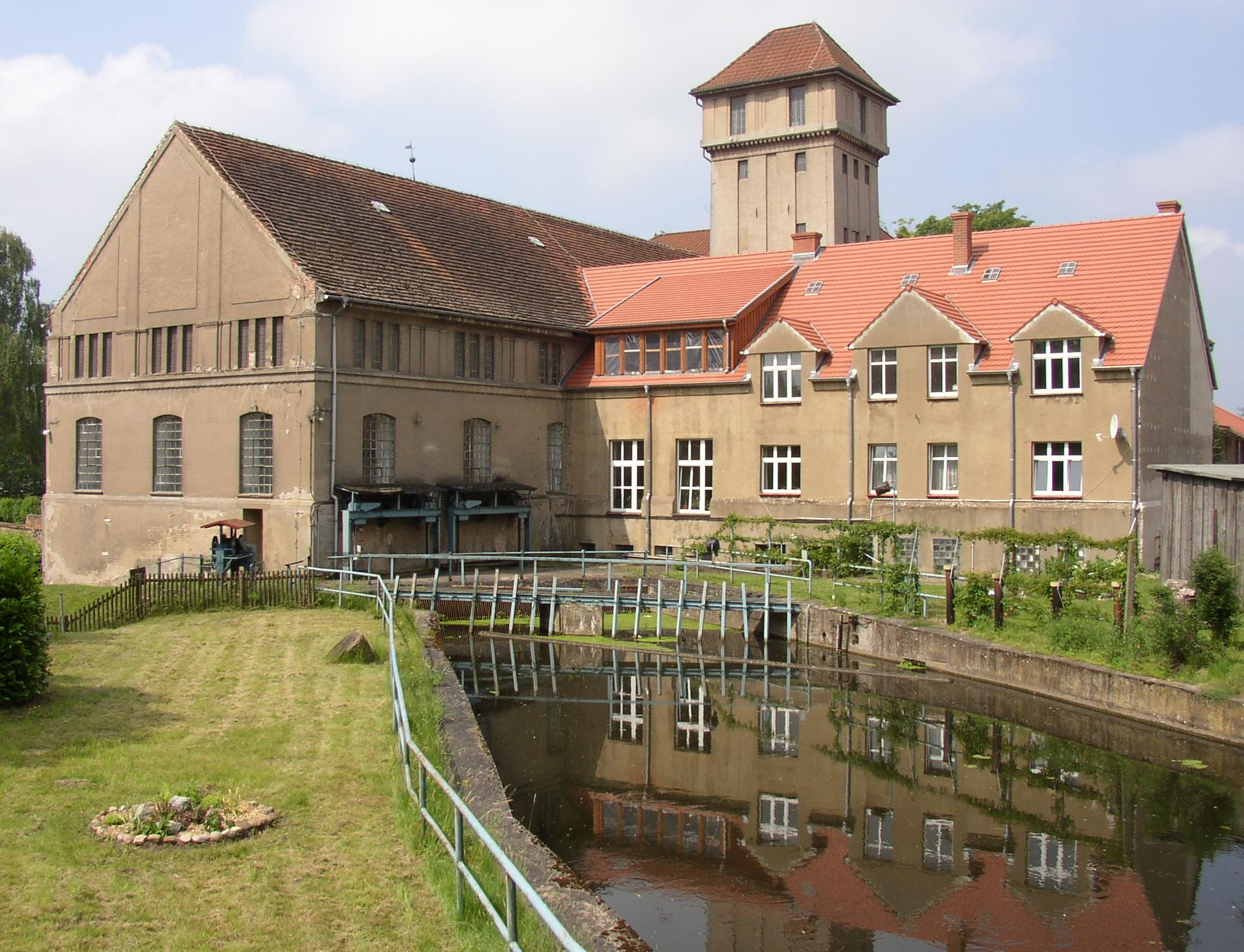
Wasserkraftwerk Neustadt-Glewe

Von den insgesamt 22 Wasserkraftanlagen in Mecklenburg-Vorpommern liegen neun an der Elde und am Elde-Seitenkanal. In diesem Fluss-Abschnitt beträgt das Gefälle etwa 50 Meter. Die Anlagen befinden sich meist neben oder nahe bei den Schleusen und nutzen deren Freiflut (zum Schleusen nicht benötigtes Wasser).
Es handelt sich um die Wasserkraftanlagen (siehe auch Abschnitt: Schleusen) in Barkow, im Lübzer Ortsteil Bobzin, in Neustadt-Glewe (zwei Anlagen: Lewitzschleuse und das Elektrizitätswerk Neustadt-Glewe an einem Seitenarm der Elde in der Innenstadt), in Grabow (Hechtsforthschleuse) und in Neu Kaliß (zwei Anlagen: Findenwirunshier, Neu Kaliß bei der Papierfabrik). Das Wasserkraftwerk in Grabow (in der Bolbrüggesche Mühle an der Alten Elde in der Innenstadt) ist stillgelegt.

## Naturschutz

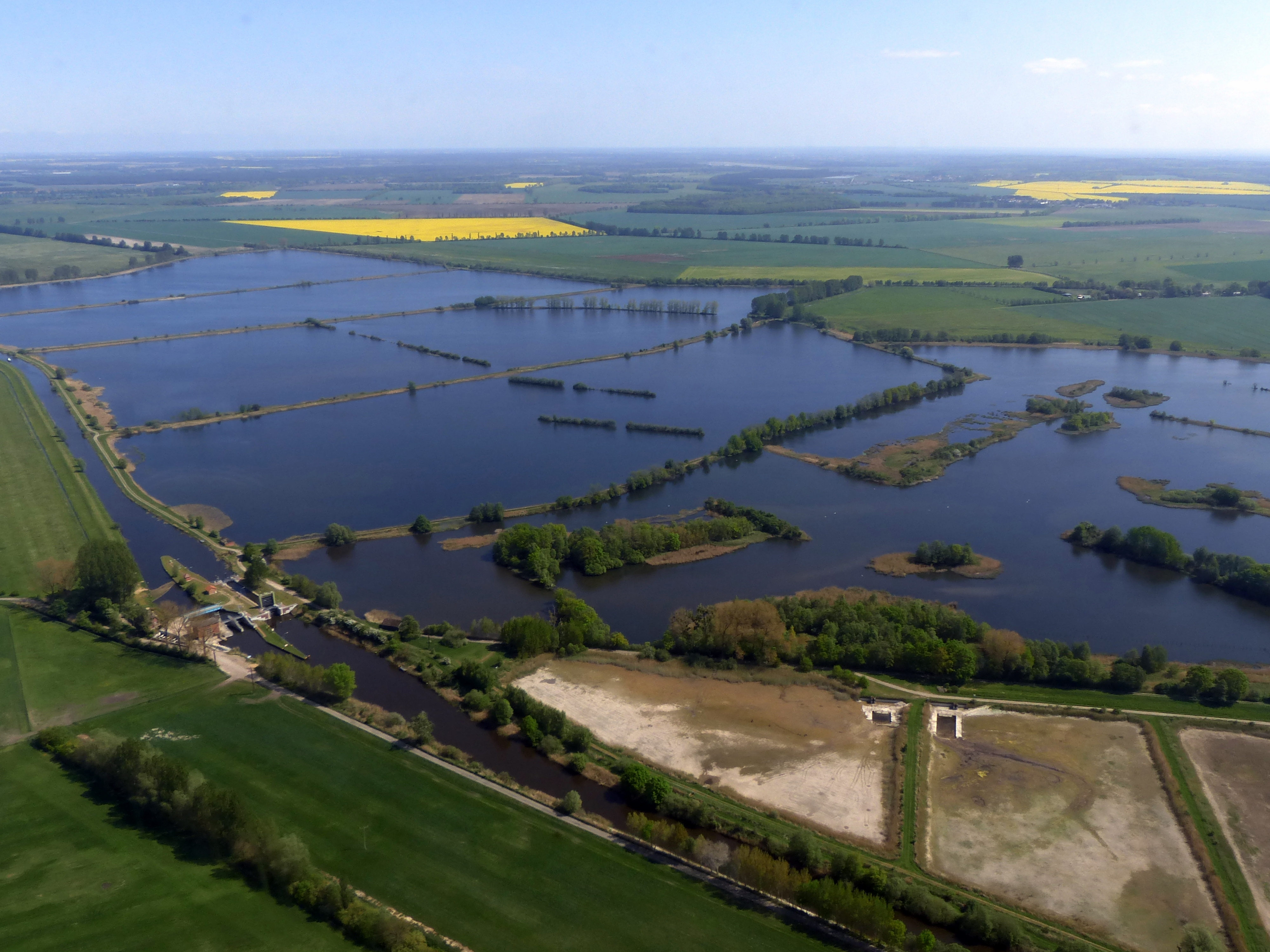
Lewitz und Lewitzschleuse

Die Elde durchläuft einen Nationalpark und acht Naturschutzgebiete (NSG).
- Am Oberlauf befindet sich das Naturschutzgebiet Mönchsee, ein Flachsee mit umliegendem Verlandungsmoor, das Brut- und Rastplatz für Wasservögel ist.
- An und teils in der Müritz liegen der Müritz-Nationalpark und die NSGe Müritzsteilufer bei Rechlin und Großer Schwerin und Steinhorn.
- Am Kölpinsee befinden sich die NSGe Damerower Werder und das stark durch Wasserspiegelschwankungen des Kölpinsees beeinflusste Blüchersches Bruch und Mittelplan.
- Mit der Unterschutzstellung des Gebiets Nordufer Plauer See wird der Erhalt, die Pflege und die Entwicklung einer Landschaft mit Seen, Mooren, Wäldern und Feuchtwiesen verfolgt.
- Der ursprüngliche Verlauf der Elde steht im Gebiet Alte Elde bei Kuppentin zur Erhaltung der artenreichen Fischfauna und der angrenzenden Feuchtwiesen und Wälder unter Naturschutz.
- Nördlich von Neustadt-Glewe durchlaufen die ursprüngliche und die staugeregelte Elde das Naturschutzgebiet Fischteiche in der Lewitz. Der Wasserspiegel der beidseits der staugeregelten Elde liegenden Teiche ist tiefer als der der Wasserstraße.[40]

## Anmerkung
1. ↑  Dies stützte sich nach eigener Aussage auf die Erfassung örtlicher Topographen in den 1950er und 1960er Jahren. Wie nach Korrespondenz mit dem Landesamt zu erfahren war, wird man sich bei der Laufendhaltung der Karten jedoch der Lesart des Landesamtes für Umwelt, Naturschutz und Geologie Mecklenburg-Vorpommern anschließen, das seinerseits den Eldelauf in Absprache mit dem örtlichen Wasser- und Bodenverband Müritz festlegte. Die Eldequelle wird man jedoch nicht mehr explizit als solche ausweisen. (Bilder zur Grabenquelle bei Knüppeldamm)